# Engvadgårdsparken
Engvadgårdsparken er en folkepark i Fløng i Høje-Taastrup kommune. I parken findes Fløng Gadekær, der er Fløngs eneste bevarede gadekær. I parken findes hængekøjer, vippestole, fodboldmål, borde/bænke og en musiklegeplads. Midt i parken er en lille frugtplantage med æble, kirsebær, pære, ribs, solbær og blåbær.
I Engvadgårdsparken finder man den Blå Plads. Den Blå Plads er en stor idrætslegeplads. På legepladsen er der blandt andet et klatrenet kaldet "Himmelnettet". Klatrenettet er 30 meter langt og er Danmarks største klatrenet. Den Blå Plads blev indviet i 2017.
Hvert år afholdes der en stor Sankthansfest i Engvadgårdsparken. 